# AC 세인트루이스
AC 세인트 루이스(Athletic Club of St. Louis)는 2009년 창단된 미국의 프로 축구팀이다. 미국 미주리주 펜턴을 연고지로 하고 있으며 과거 USSF 디비전 2 프로패셔널 리그 소속이다.